# 一里塚町
一里塚町（いちりづかちょう）は、愛知県瀬戸市祖母懐連区の町名。丁番を持たない単独町名である。

## 地理
- 瀬戸市の中央部に位置する[8]。西を春雨町、北を上ノ切町・仲郷町、東を中山町、南を川合町と隣接している[8]。
- 住宅と陶磁器関係の中小工場や商店が混在している[8]。

### 河川
- 一里塚川（瀬戸川支流）[8] ： 町の南西部、春雨町との境界付近を北流している。

- 一里塚川（一里塚町内）

### 学区
市立小・中学校に通う場合、学区は以下の通りとなる。また、公立高等学校普通科に通う場合の学区は以下の通りとなる。
| 番・番地等 | 小学校                 | 中学校                 | 高等学校 |
| ---------- | ---------------------- | ---------------------- | -------- |
| 全域       | 瀬戸市立にじの丘小学校 | 瀬戸市立にじの丘中学校 | 尾張学区 |

## 歴史

### 町名の由来
一里塚の道標があったことに由来するという。

### 沿革
- 1942年（昭和17年）1月9日 - 瀬戸市大字瀬戸字郷・一里塚の各一部により、同市一里塚町として成立[2]。

## 世帯数と人口
2024年（令和6年）1月1日現在の世帯数と人口は以下の通りである。
| 町丁     | 世帯数  | 人口  |
| -------- | ------- | ----- |
| 一里塚町 | 104世帯 | 214人 |

### 人口の変遷
国勢調査による人口の推移。
| 1995年（平成7年）  | 368人 | [ 12 ] |  |
| 2000年（平成12年） | 283人 | [ 13 ] |  |
| 2005年（平成17年） | 233人 | [ 14 ] |  |
| 2010年（平成22年） | 227人 | [ 15 ] |  |
| 2015年（平成27年） | 243人 | [ 16 ] |  |
| 2020年（令和2年）  | 226人 | [ 17 ] |  |

### 世帯数の変遷
国勢調査による世帯数の推移。
| 1995年（平成7年）  | 137世帯 | [ 12 ] |  |
| 2000年（平成12年） | 113世帯 | [ 13 ] |  |
| 2005年（平成17年） | 101世帯 | [ 14 ] |  |
| 2010年（平成22年） | 107世帯 | [ 15 ] |  |
| 2015年（平成27年） | 109世帯 | [ 16 ] |  |
| 2020年（令和2年）  | 105世帯 | [ 17 ] |  |

## 交通

### 鉄道
町内に鉄道は走っていない。最寄り駅は名鉄瀬戸線尾張瀬戸駅になる。

### バス
名鉄バス「東山線」
- 【11】【12】瀬戸駅前 - 一里塚 - 赤津 系統 ： 一里塚バス停

- 一里塚バス停

### 道路
愛知県道33号瀬戸設楽線 ： 町の北西部から南西部にかけて通っている。町内で旧道と新道に分かれている。

## 施設
- 名古屋ヤクルト販売瀬戸センター ： 瀬戸市の販売拠点。春日井カンパニーに属する[18]。
- 栄昌寺 ： 曹洞宗の寺院[19]。宝泉寺15世天地圍山和尚を迎えて開山した[19]。本尊は如意輪観世音菩薩であるが、近在の人々に｢日切地蔵｣さんと親しまれ、信仰を集めている[19]。
- 旧・瀬戸市教職員住宅
- 一里塚本業窯[8] ： 瀬戸市文化財の登り窯[8]。1950年（昭和25年）に東洞町に在った13連房の奥洞窯の窯材を使用して再築したもの[20]。
- 陶芸工房 陶酔 ： 繊細で優しい印象の雛人形を30年作り続けている[21]。ろくろと手びねりをセットで体験できる[21]。

- 名古屋ヤクルト販売瀬戸センター
- 栄昌寺
- 旧・瀬戸市教職員住宅
- 一里塚本業窯
- 陶芸工房 陶酔

## その他

### 日本郵便
- 郵便番号 : 489-0836[6]（集配局：瀬戸郵便局[22]）。